# Aerenicopsis mendosa
Aerenicopsis mendosa là một loài bọ cánh cứng trong họ Cerambycidae.